# 鶴見孝太郎

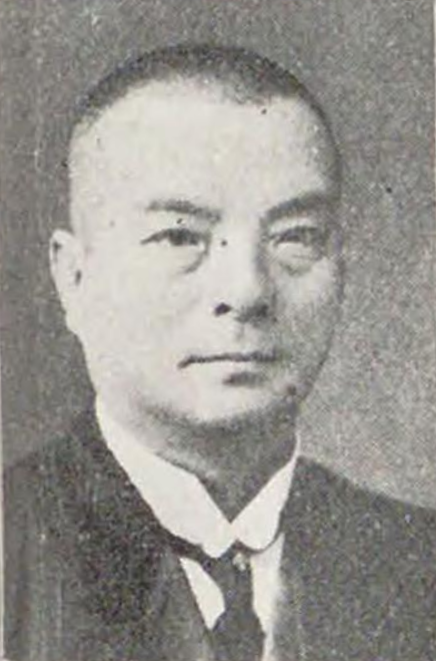
鶴見孝太郎

鶴見 孝太郎（つるみ こうたろう、1872年4月12日（明治5年3月5日） - 1930年（昭和5年）1月22日）は、明治から大正時代の政治家。衆議院議員（1期）。

## 経歴
父は出羽鶴岡藩領田川郡落野目村（山形県東田川郡豊栄村、八栄島村、藤島町を経て現在の鶴岡市）の豪農日向三右衛門と伝わる。生後間もなく同郡白山林村（西田川郡大泉村を経て現在の鶴岡市）の白山神社の社掌鶴見家の養子となった。1889年（明治22年）荘内中学校に入るが中退し、鶴岡の野沢鎌治について漢籍などを学ぶ。小学校の代用教員を経て大泉村役場に奉職し1894年（明治27年）大泉村消防組初代組頭を経て、1896年（明治29年）25歳にして村長に選ばれた。郡会議員、同議長、水利組合議員を経て、1907年（明治40年）から山形県会議員を4期務めた。
1920年（大正9年）5月の第14回衆議院議員総選挙では山形県郡部から出馬し当選。衆議院議員を1期務めた。地方産業、教育、土木水利事業などに尽くし、特に赤川水系の黒森掘割開削功労者として知られる。ほか、川山電力取締役を務めた。墓所は白山林宝円寺。

## 親族
- 父：日向三右衛門（貴族院多額納税者議員）[1]